# ارمن التمور
ارمن الطمور (انگلیسی: Erman Eltemur؛ متولد ۱۱ مه ۱۹۹۳) یک کاراته‌کا اهل ترکیه است که در مسابقات کومیته ۷۵- کیلوگرم رقابت می‌کند. متولد گولجوک، استان قوجاایلی است، اما در استانبول اقامت دارد، و در آنجا عضو استانبول Büyükşehir Belediyesi SK است.

## دستاوردها
۲۰۱۴

- نقره مسابقات قهرمانی اروپا – ۴ می، تامپره، فنلاند – کومیته تیمی، [۴][۵]
- برنز کاراته قهرمانی جهان – ۹ نوامبر، برمن، آلمان – کومیته تیمی، [۲]

۲۰۱۵

- برنز بازیهای اروپایی – ۱۳ ژوئن، باکو، آذربایجان – کومیته ۷۵ کیلوگرم، [۱]

۲۰۱۶

- نقره مسابقات قهرمانی اروپا – ۷ می، مون‌پلیه، فرانسه – کومیته ۷۵ کیلوگرم، [۶]

۲۰۱۷

- برنز مسابقات قهرمانی اروپا – ۶ می، ازمیت، ترکیه – کومیته ۷۵ کیلوگرم، [۷]